# Синагога Бейт Хабад (Одесса)
Бейт Хабад (ивр. בית חב"ד‎) — синагога города Одессы.
В 20-х годах XIX века на улице Ремесленной (теперь Осипова) было создано еврейское общество «Малбиш Арумим», что означает «одевающий нагих». Целью общества было обеспечение одеждой бедных членов еврейской общины города Одессы. Средства, которые поступали в общины от продажи кошерного мяса (коробочный сбор), а также добровольные пожертвования членов общины, направлялись на заказ и закупку одежды.
В 1893 году на средства купца Моисея Карка была возведена одноэтажная постройка так называемой «синагоги сапожников».
Со второй половины XIX века общество «Малбиш Арумим» общество и синагога находились в одном здании по адресу вул. Ремесленная 21.
С приходом советской власти, после 1920 года синагога была закрыта, а общество ликвидировано. Здание синагоги было отдано под складские помещения.
В 1992 году здание было возвращено еврейской общине.
В 1997—1998 годах усилиями Главного раввина Одессы и Одесской области, Ишаи Гиссера, была осуществлена комплексная реконструкция синагоги. Восстановленная синагога получила название Бейт Хабад (дом Хабада). Кроме синагоги в помещении расположено правление Одесской религиозной общины «Шомрей Шабос», а также редакция одноимённой еженедельной газеты и кухня для приготовления кошерной пищи.
С 1998 года по предложению Совета раввинов СНГ и руководства движения Хабад Советом раввинов Юга избран Главным раввином Южно-Украинского регионального объединения иудейских общин Вольф. В августе того же года, раввин Вольф возглавил Одесскую религиозную общину «Шомрей Шабос».

## Галерея

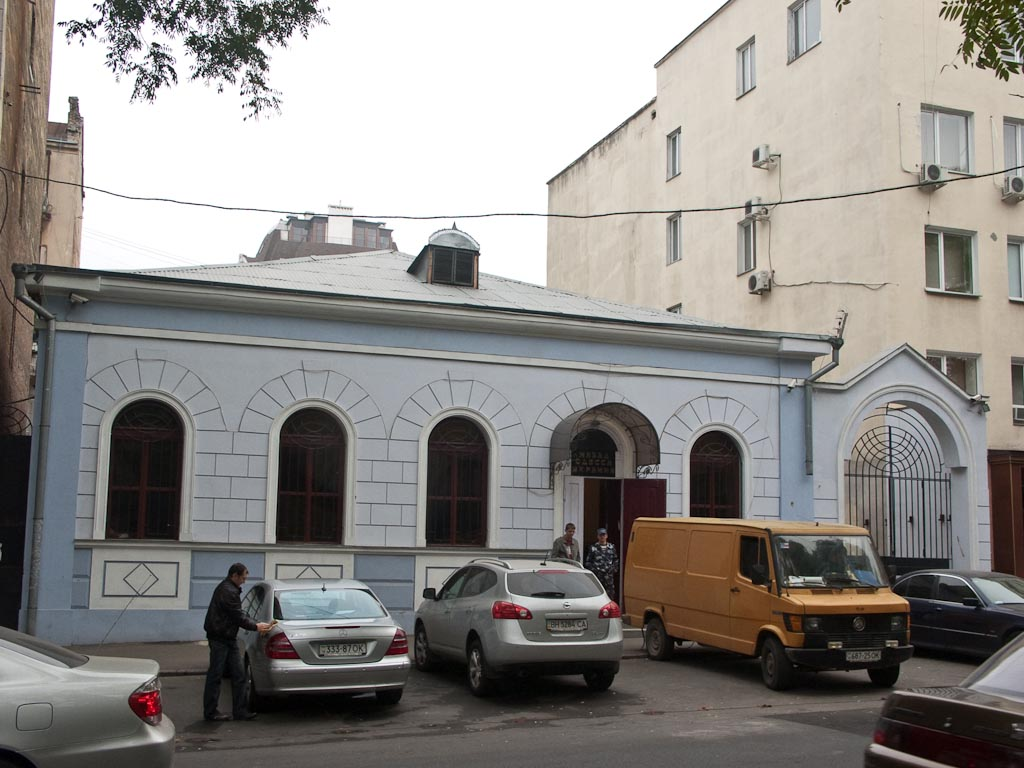
Общий вид
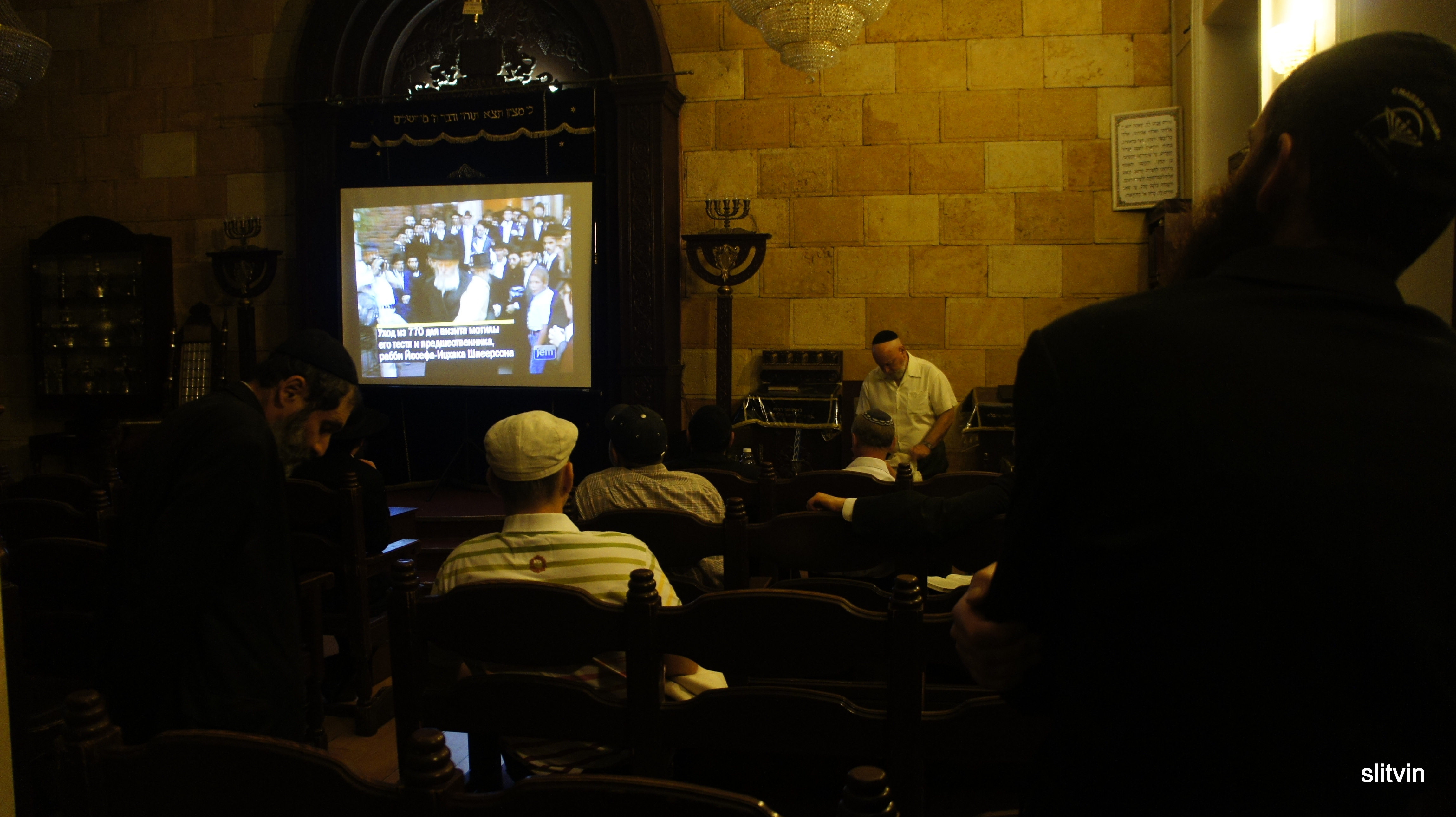
Интерьер
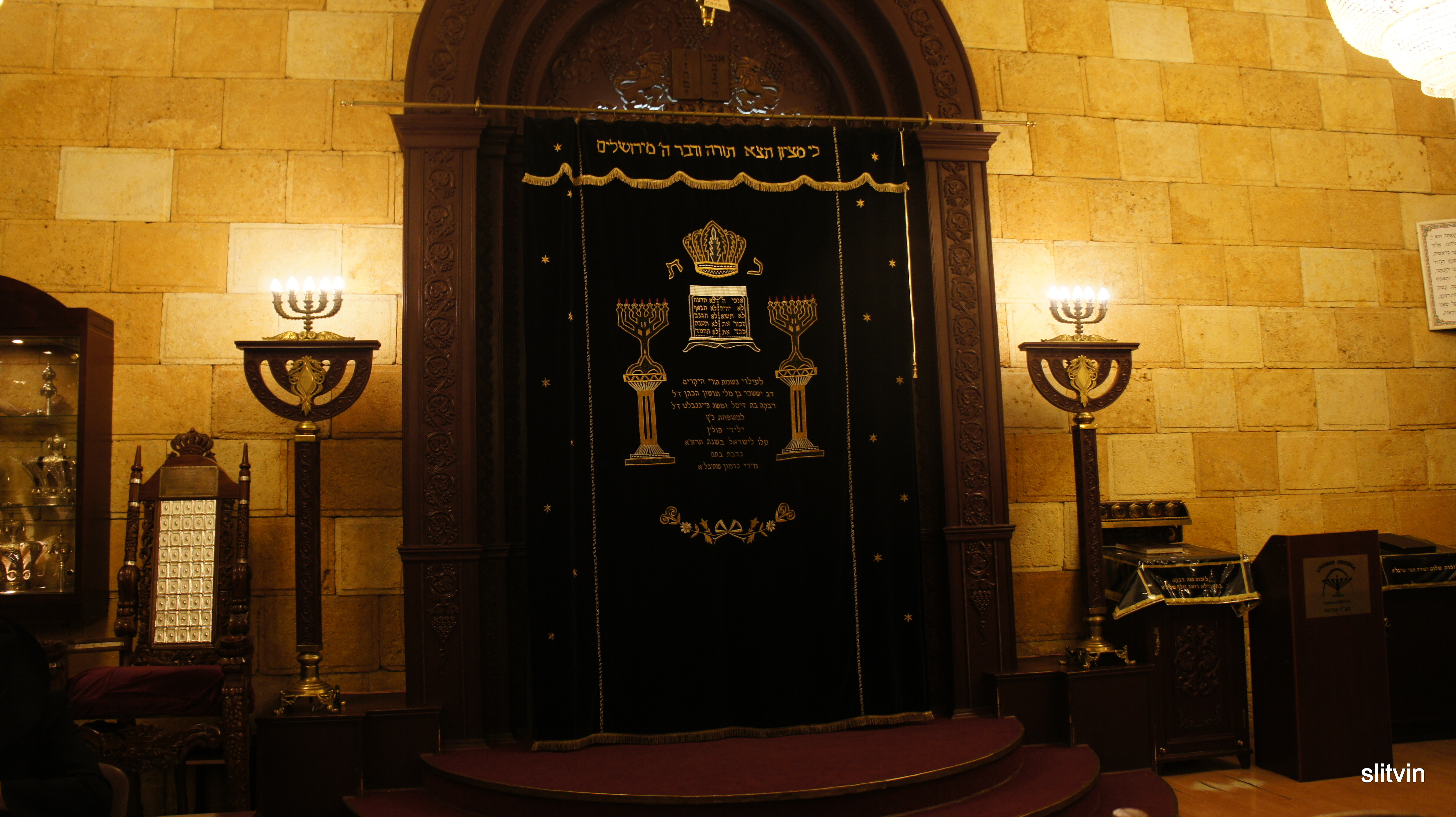
Арон Га-кодеш
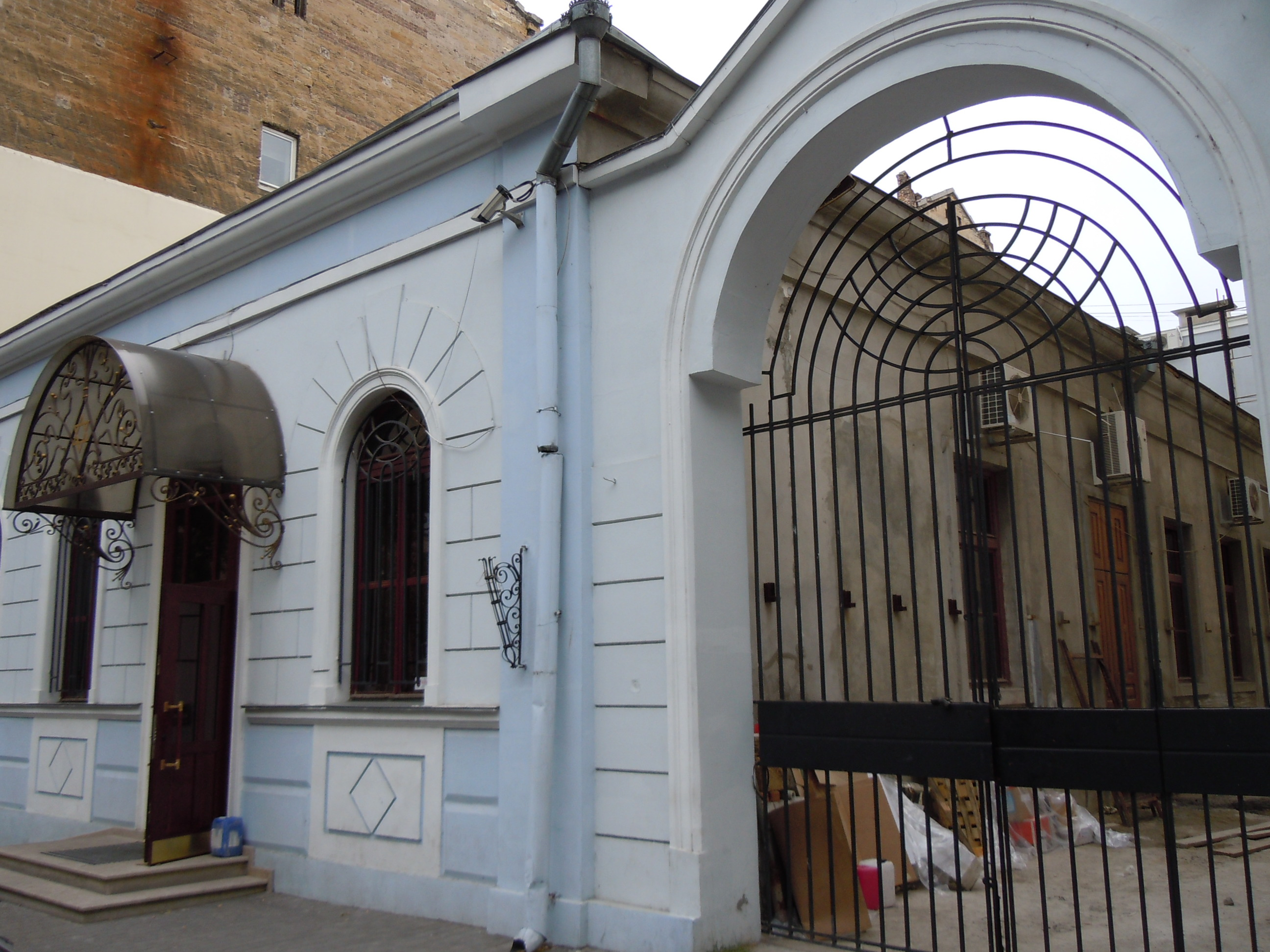
Ворота синагоги